# Dominion Tank Police
Dominion Tank Police (ドミニオン, Dominion) és una sèrie de manga creada per Masamune Shirow, publicada al Japó l'any 1986 i, a Europa, l'any 1994 en castellà per Norma Editorial, en italià per Granata Press i en francés per Tonkam.
El manga original, recopilat en un volum, tingué dues adaptacions a l'anime que funcionen com a preqüela i continuació de l'argument original, en el qual la policia fa ús de tancs i armes pesants en un futur distòpic en què la delinqüència aplega a límits exagerats.

## Manga
L'argument original presenta un futur en el qual la contaminació atmosfèrica obliga els ciutadans a dur màscares d'oxigen, l'aparició d'una jove amb ales capaç de depurar l'aire crida l'atenció del criminal Buaku i obliga la comandant Leona Ozaki a protegir-la del dolent i llurs sequaces, Annapuma i Unipuma, amb l'ajuda del seu minitanc Bonaparte i un altre policia, Al.
El 1992, Shirow mamprengué la publicació d'una sèrie nova que no s'ajusta al cànon de l'anterior, Dominion C1 Conflict (ドミニオンC1コンフリクト), en la qual les bessones gat es fan policies: la història quedà inconclosa després que la revista on es publicaren els quatre capítols, Comic Gaia, tancara; Dark Horse la publicà en anglés en 1997 com a Dominion Conflict One: No More Noise.
L'any 2000, Dark Horse publicà una nova edició recopilatòria en anglés de dues-centes vint-i-cinc planes amb el títol original, Dominion, que inclou la història de 1994 Phantom of the Audience.

## Anime
L'anime, estrenat en OVA el 27 de maig de 1988, no adapta la història original, sinó que relata com Leona aplega a la Tank Police i, després de provocar un accident, construïx el seu propi tanc, amb el qual s'enfronta per primera volta a Buaku i les germanes gat, que pretenen robar el pixum de persones no afectades per la contaminació.
Els quatre episodis foren emesos en català per Televisió de Catalunya l'any 1996.
L'any 1995 Bandai Visual produí una altra sèrie de sis OVA, New Dominion Tank Police, dirigida per Noboru Furuse: situada en l'any 2010, Leona i companyia s'enfronten contra la Dai Nippon Gaiken Corporation en una trama de conspiració que pretén substituir els tancs per uns altres vehicles propis i assassinar l'alcalde de Newport, que pretén prohibir totes les armes.

## Crítica
Segons els divulgadors catalans Estrada i Bernabé, «l'autor s'hi recrea molt a l'hora de construir el món en el qual viuen els personatges, farcit de detalls tal com és habitual en ell, però amb un èmfasi en l'humor que fa que les atapeïdes vinyetes siguin molt més fàcils de digerir». Conclouen que Dominion Tank Police és «una aposta diferent però igualment interessant d'aquest autor imprescindible per entendre el manga dels anys 1980 i, sobretot, dels anys 1990.»